# Галичник
Галичник (мак. Галичник) — гірське село в Північній Македонії, що разом з Лазарополем є одним із двох найбільших і найстаріших міяцьких сіл. У Галичнику добре збереглася традиційна архітектура, зокрема амфітеатр на сільській площі. Село славиться своїми околицями й природним заповідником. Люди з Галичника і північного заходу Македонії цінують місцевий жовтий сир кашкавал, який виробляється в регіоні, а також місцевий білий сир «бело сиренjе» у солоній ропі, який також є традиційним у цьому регіоні.

## Розташування
Село розташоване на схилах гори Бистра за 10 км від штучного Мавровського озера і зимового курорту Лазаревські зорі.

## Історія
Селище розташоване в етнографічному регіоні Міяція, названому на честь міяків (Мијаци/Mijaci), — племені, яке історично населяє цей гірський край. 
Наявність багатьох пасовищ для худоби привернула волохів, пастухів, які засновували поселення на базі тваринництва та скотарства. В минулому економіка Галичника спиралася на домашню худобу, особливо торгівлю вівцями, виготовлення сиру, м'яса та виробів із вовни. Багато сімей з величезними стадами худоби розбагатіли. Ці люди локально відомі як «чабани». Цей термін використовують для означення заможних пастухів.
У селі були сильні традиції печальби — сезонних робіт, коли багато чоловіків виїжджали з села на роботу у великі міста, як кваліфіковані робітники, такі як каменярі, теслі й муляри. Вони могли знаходитися далеко від Галичника протягом кількох місяців або навіть років. На сезонній роботі вони заробляли достатньо, щоб прогодувати свої сім'ї, а іноді й багатіли.

## Події
Найважливіша подія в селі — це Галичницьке весілля, традиційний весільний звичай, що проводиться щорічно в липні, на день села і його святого покровителя — Апостола Петра. У XXI столітті звичай є туристичною визначною пам'яткою села, знаходиться під захистом ЮНЕСКО.
Ще одна щорічна подія — Галичницька мистецька колонія.

## Відомі люди
- Александар Сарієвський (1922–2002) — знаковий македонський співак і автор пісень;
- Георгі Пулевський (1838–1895) — македонський письменник, словникар, історик, революціонер і військовий діяч;
- Партеній Зографський (1818–1876) — болгарський священник, філолог та фольклорист;
- Димитрі Бужаровський (н. 1952) — македонський композитор;
- Доксим Михайлович (1883–1912) — сербський вчитель, воєвода Сербської революційної організації;
- Славко Брезовський (1922–2017) — македонський архітектор-модерніст. Головний архітектор університету Скоп'є.

## Галерея

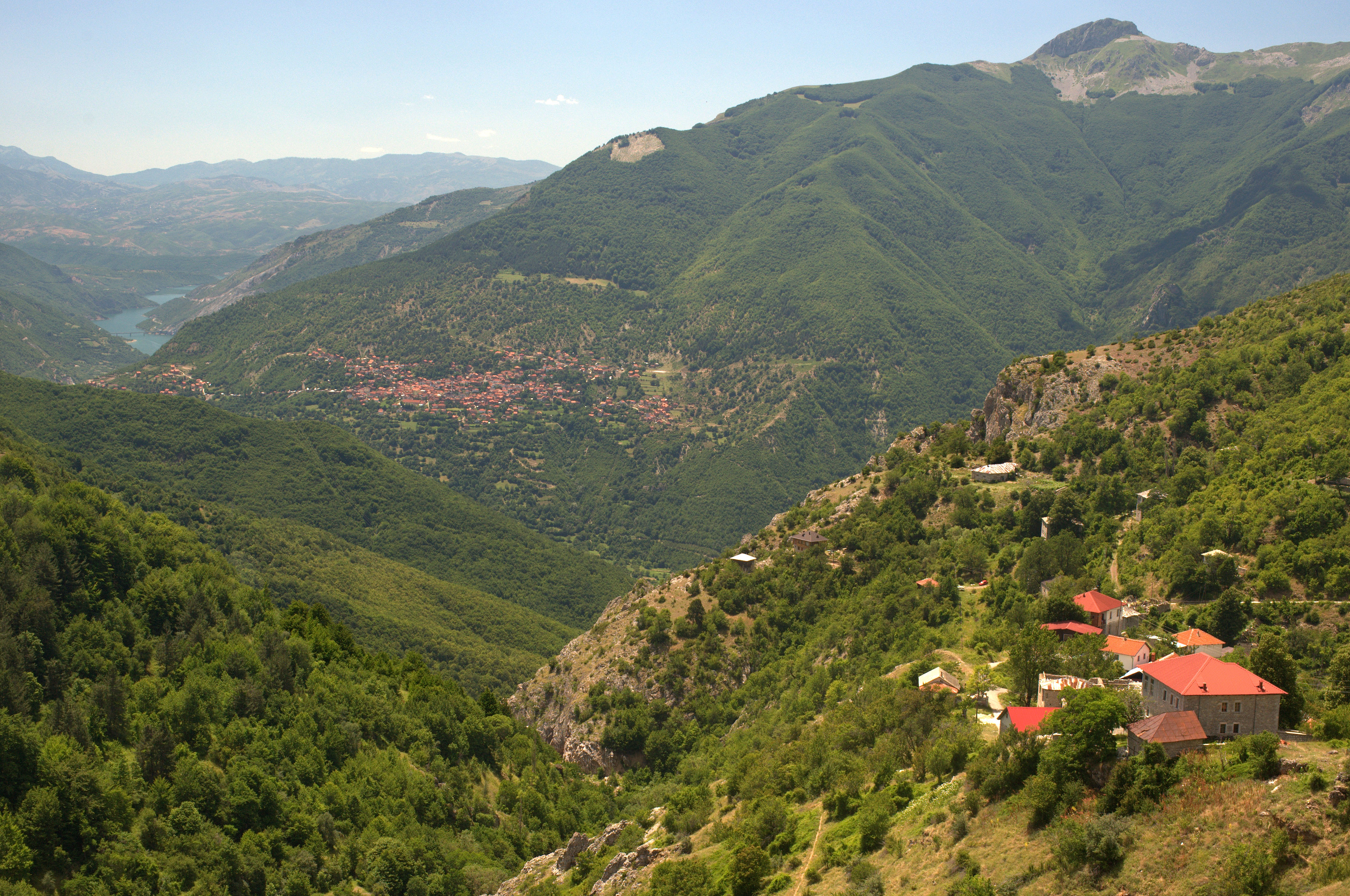
Галічнік, Скудріньє та озеро Дебар.
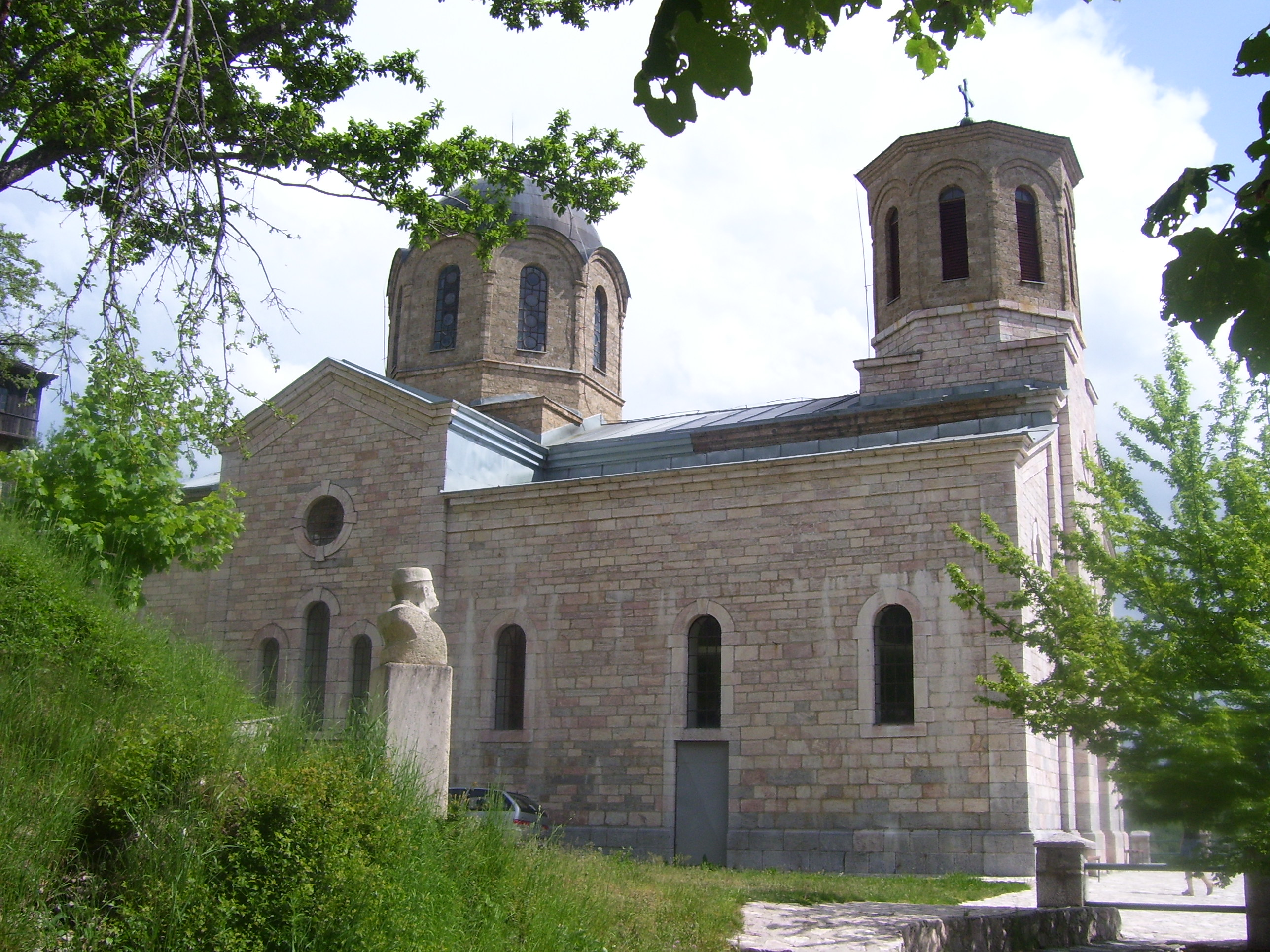
Церква Святих Петра і Павла.
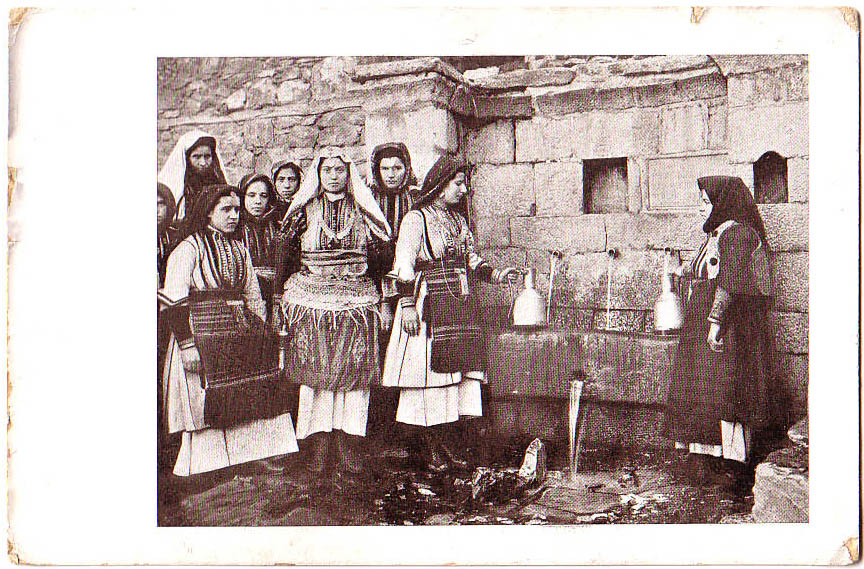
Стара поштівка з Галічніка — 1903—1908
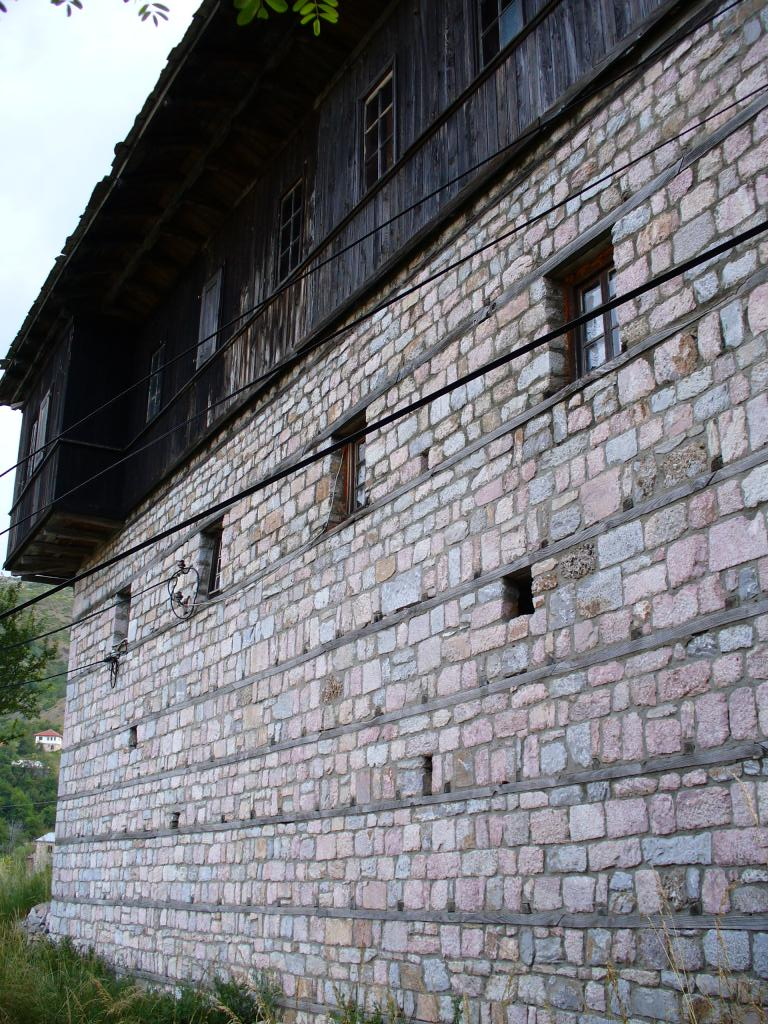
Архітектура Галічніка
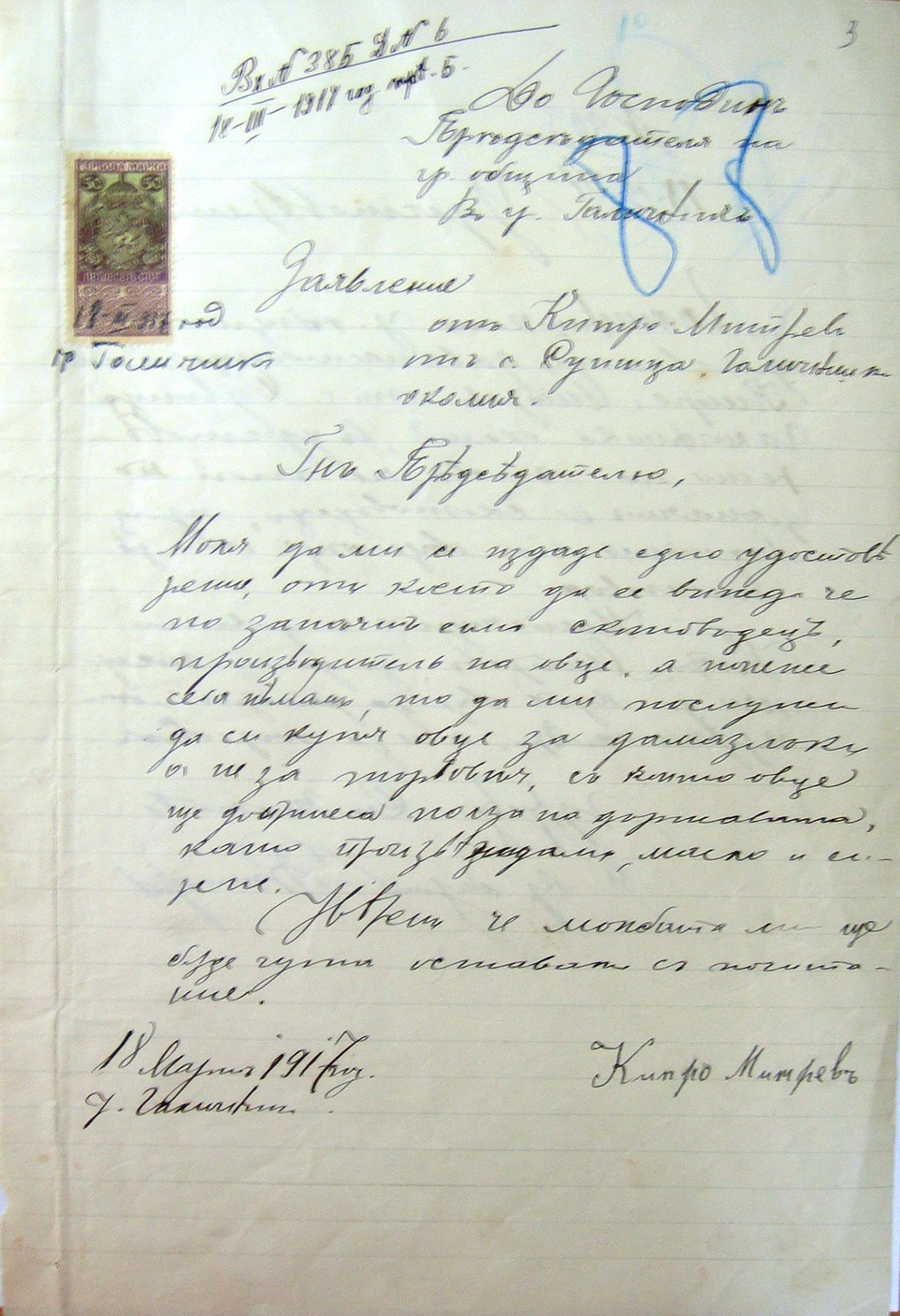
Запит із печаткою від Кіпро Мітрєва із с. Сушича в районі Галічніка з проханням отримати дозвіл на купівлю овець (18 березня 1917 р.)
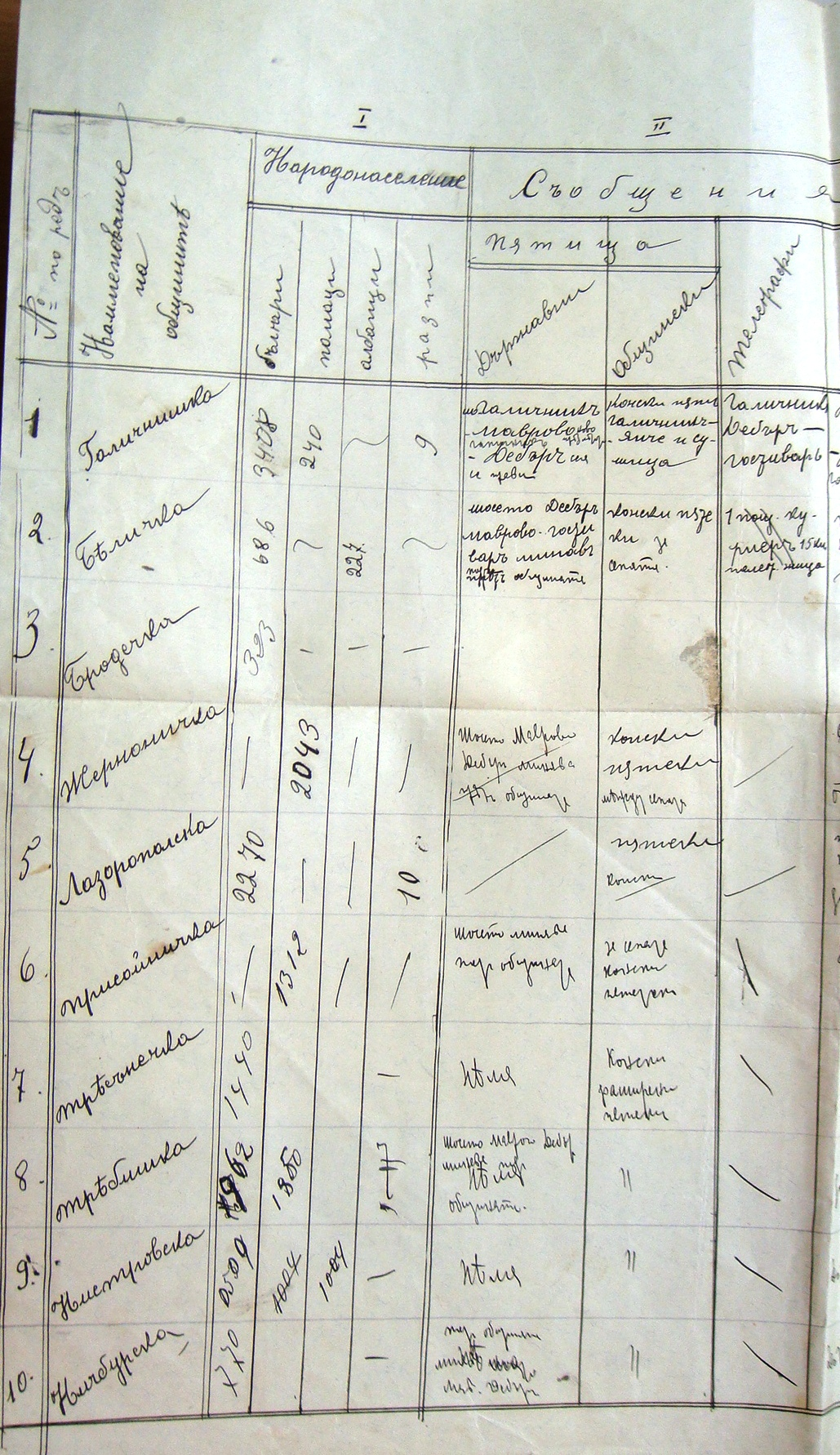
Населення за національністю у десяти муніципалітетах міського самоврядування міста Галічнік. 1917 рік